# Myrcia dichasialis
Myrcia dichasialis är en myrtenväxtart som beskrevs av Mcvaugh. Myrcia dichasialis ingår i släktet Myrcia och familjen myrtenväxter. Inga underarter finns listade i Catalogue of Life.